# رالف كول (سياسي)
رالف كول (بالإنجليزية: Ralph Cole)‏ هو قاضي وسياسي أمريكي، ولد في 12 يونيو 1914 في فندلي في الولايات المتحدة، وتوفي بنفس المكان في 2 سبتمبر 1999. حزبياً، نشط في الحزب الجمهوري. وقد انتخب عضو مجلس نواب أوهايو.